# Baden-Baden (zespół muzyczny)
Baden-Baden – szwedzka grupa rockowa, którą tworzyli Stefan Edlund (wokal), Anders Nylander (gitara), Michael Blomquist (perkusja), Peter Lindvall (saksofon i instrumenty klawiszowe), Hans Lindqvist (bas) i Kenneth Fridén (gitara).

## Opis
Zespół zajął III miejsce na Festiwalu w Sopocie (1984 r.) i VI miejsce w konkursie Eurowizji (1986 r.). Wynikiem występu w Polsce była winylowa płyta długogrająca You Are the One nagrana dla wytwórni Wifon. Zawiera ona dziewięć rockowych utworów z częstymi zmianami tempa i nastroju. Dodatkowy, dziesiąty utwór to przygotowany na sopocki festiwal cover przeboju Maryli Rodowicz Remedium. Płyta została również wydana w szwedzkiej wersji językowej przez Mariann Records: najpierw w 1985 r. na winylu pod tytułem Baden Baden, a następnie w 1986 r. na krążku CD pod tytułem Jag Har En Dröm z dodanym utworem o takim tytule, pochodzącym ze wspomnianego występu w Eurowizji. W 1988 r. Lindqvist współzałożył zespół Sha-Boom, a w Baden-Baden zastąpił go Martin Flodén. Baden-Baden grał jeszcze w latach dziewięćdziesiątych XX wieku, z różnymi zmianami w składzie.

## Dyskografia

### Albumy
- Baden Baden (1985, Mariann Records MLPH 1602)
- You Are the One (1985, Wifon/Pronit LP 077)
- Jag Har en Dröm (1986, Mariann Records)

### Single winylowe 7"
- Alla Ord / All the Words (1984, Sweetpool POS 001)
- Keep Your Hands off / Alla Ord (1985, Wifon/Pronit SPW 012)
- Faller igenom / Här och nu (1985, Mariann Records MAS 2430)
- Jag Har en Dröm / Kom tillbaka (1986, Mariann Records MAS 2455)
- Leva Livet / Ring Mej (1987, RCA PB 60268)
- I Love, You Love, Me Love /	I Need Your Love (1987, RCA PB 60271)